# Sandra Paović
Sandra Paović (15 de abril de 1983) es una deportista croata que compitió en tenis de mesa adaptado. Ganó una medalla de oro en los Juegos Paralímpicos de Río de Janeiro 2016 en la prueba individual (clase 6).

## Palmarés internacional
| Juegos Paralímpicos | Juegos Paralímpicos     | Juegos Paralímpicos | Juegos Paralímpicos |
| Año                 | Lugar                   | Medalla             | Prueba              |
| ------------------- | ----------------------- | ------------------- | ------------------- |
| 2016                | Río de Janeiro (Brasil) | Medalla de oro      | Individual 6        |